# نادي قلعة سكر
نادي قلعة سكر الرياضي هو فريق كرة قدم عراقي مقره في قلعة سكر، ذي قار، ويلعب في الدوري العراقي الدرجة الأولى.

## روابط خارجية
- نادي قلعة سكر على موقع Goalzz.com
- أندية العراق - تواريخ التأسيس